# 松原インターチェンジ

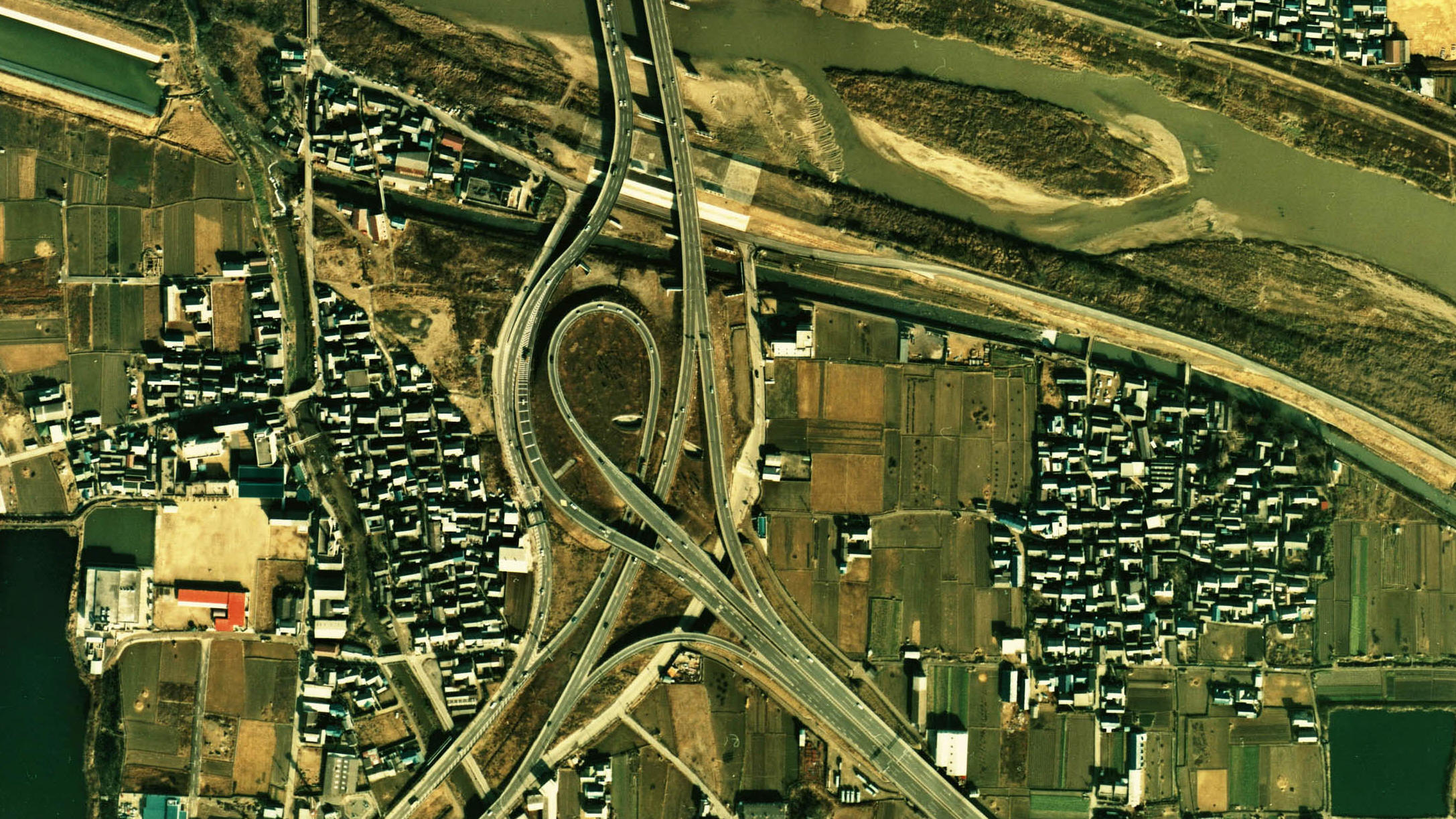
1974年の松原IC（現在の松原JCT）

松原インターチェンジ（まつばらインターチェンジ）は、大阪府松原市の、阪和自動車道上にあるインターチェンジである。

## 概要
ハーフインターチェンジとなっており、近畿道・西名阪道方面の入口と、近畿道・西名阪道方面からの出口しかない。したがって和歌山方面へ行く場合、及び和歌山方面から下りる場合は近畿道長原ICまたは美原南ICを利用することになる。
インターチェンジ開設時から長く料金収受設備を持たなかったが、2019年9月2日から有人ブースおよびETC設備の運用を始める。
歴史的経緯から、法定路線名では松原JCTから本ICまでは近畿自動車道名古屋大阪線（天理吹田線）となり、本ICが近畿自動車道紀勢線（松原那智勝浦線）の起点となっている。

## 道路
- E26 阪和自動車道（11番）

## 接続する道路
- 大阪府道2号大阪中央環状線

## 周辺
- 松原市役所

## 隣
E26 阪和自動車道
(10) 松原JCT - (11) 松原IC - (12) 美原北IC